# Bara (Mali)
Bara is een gemeente (commune) in de regio Gao in Mali. De gemeente telt 15.000 inwoners (2009).
De gemeente bestaat uit de volgende plaatsen:
- Abarna Fogass Igarbayan
- Banganafogass
- Bara
- Kelbougou
- Tabango
- Tanal